# Huanimoro, Maravatío
Huanimoro är en ort i Mexiko.   Den ligger i kommunen Maravatío och delstaten Michoacán de Ocampo, i den södra delen av landet, 150 km väster om huvudstaden Mexico City. Huanimoro ligger 2 128 meter över havet och antalet invånare är 216.
Terrängen runt Huanimoro är kuperad åt nordväst, men åt sydost är den platt. Runt Huanimoro är det ganska tätbefolkat, med 104 invånare per kvadratkilometer. Närmaste större samhälle är Maravatío, 6,1 km öster om Huanimoro. I omgivningarna runt Huanimoro växer huvudsakligen savannskog.